# Claire Price
Claire Louise Price  (Chesterfield, Derbyshire, 4 juli 1972) is een Britse actrice.
Ze is bekend door haar rol als Detective Sergeant Siobhan Clarke in de Schotse poltieserie Rebus (televisieserie). Zij speelt met Ken Stott (Detective Inspector John Rebus) in deze serie naar de boeken van de Schotse auteur Ian Rankin.
Zij speelde ook gastrollen in Dalziel and Pascoe, Rosemary and Thyme, Agatha Christies Poirot, Midsomer Murders, Murder in Mind en The Whistle-Blower.
In 2003 speelde Price de rol van Olivia in William Shakespeares Twelfth Night.
Buiten Twelfth Night trad zij ook op in Shakespeare-rollen zoals Beatrice in Much Ado About Nothing in het Crucible Theatre in  Sheffield en Miranda in The Tempest in de Old Vic. Price speelde ook als Elizabeth I in Don Carlos in het Crucible Theatre.

## Filmografie
- Rebus (televisieserie) - als DS Siobhan Clarke (10 episodes, 2006-2007)
- Knots and Crosses (2007)
- The Naming of the Dead (2007)
- The First Stone (2007)
- Resurrection Men (2007)
- Let It Bleed (2006)
- The Falls  (2006)
- Fleshmarket Close  (2006)
- Black Book  (2006)
- A Question of Blood  (2006)
- Strip Jack (2006)
- Dalziel and Pascoe - A Death in the Family: (2006) - als Clare Higgins
- Rosemary & Thyme - The Invisible Worm - als Miss Wells (1 episode, 2004)
- Agatha Christie: Poirot - als Gerda Christow (1 episode, 2004)
- Twelfth Night, or What You Will (2003) (TV) - als Olivia
- Midsomer Murders - Tainted Fruit - als Sally Rickworth (1 episode, 2001)
- Murder in Mind - Sleeper (2001) - als Corrie (1 episode, 2001)
- The Whistle-Blower (2001) (TV) - als Emily Shearer
- The Knock - als Allison (6 episodes, 1997-1999)